# Кабельный модем

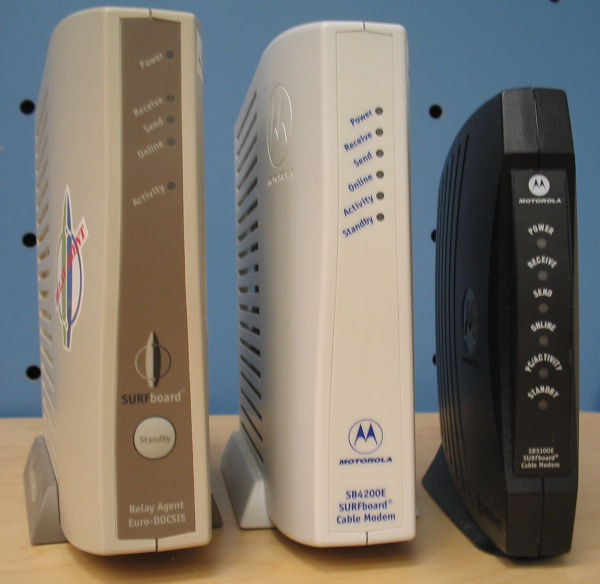
Кабельные модемы Motorola

Кабельный модем — модем со встроенным сетевым мостом, предоставляющий возможность двусторонней передачи данных по коаксиальному (HFC, англ. hybrid fibre-coaxial) или оптическому кабелю (RFoG, англ. Radio Frequency over Glass). Кабельные модемы обычно используются в сетях кабельного телевидения для предоставления широкополосного доступа в Интернет. Как аналоговый модем, кабельный модем используется для отправки и приема данных, но разница в том, что скорость передачи намного быстрее. Достигнутые скорости передачи данных на 2018 год — 1 Гбит/с. Кабельные модемы подключаются к карте Ethernet внутри вашего компьютера.

## История
Первая высокоскоростная асимметричная кабельная модемная система была разработана, показана и запатентована компанией Hybrid Networks в 1990 году.
В конце 1990-х годов группа кабельных операторов США создала консорциум MCNS (англ. Multimedia Cable Network System) для разработки открытой и интероперабельной спецификации на кабельные модемы. Группа фактически скомбинировала два наиболее популярных в то время проприетарных протокола, взяв физический уровень из системы Motorola CDLP и MAC-уровень из системы LANcity. После создания чернового варианта спецификации консорциум MCNS передал контроль над ней компании CableLabs.
Разработанный CableLabs стандарт получил название DOCSIS (англ. Data Over Cable Service Interface Specification). Практически все использующиеся в настоящее время кабельные модемы совместимы с той или иной версией DOCSIS. Ввиду различий между европейской (PAL) и американской (NTSC) системами телевидения существуют две основные версии стандарта — DOCSIS и EuroDOCSIS, отличающиеся шириной полосы радиоканалов (6 МГц в США, 8 МГц в Европе). Третий вариант DOCSIS был разработан в Японии.